# Der Orangenbaum und die Biene

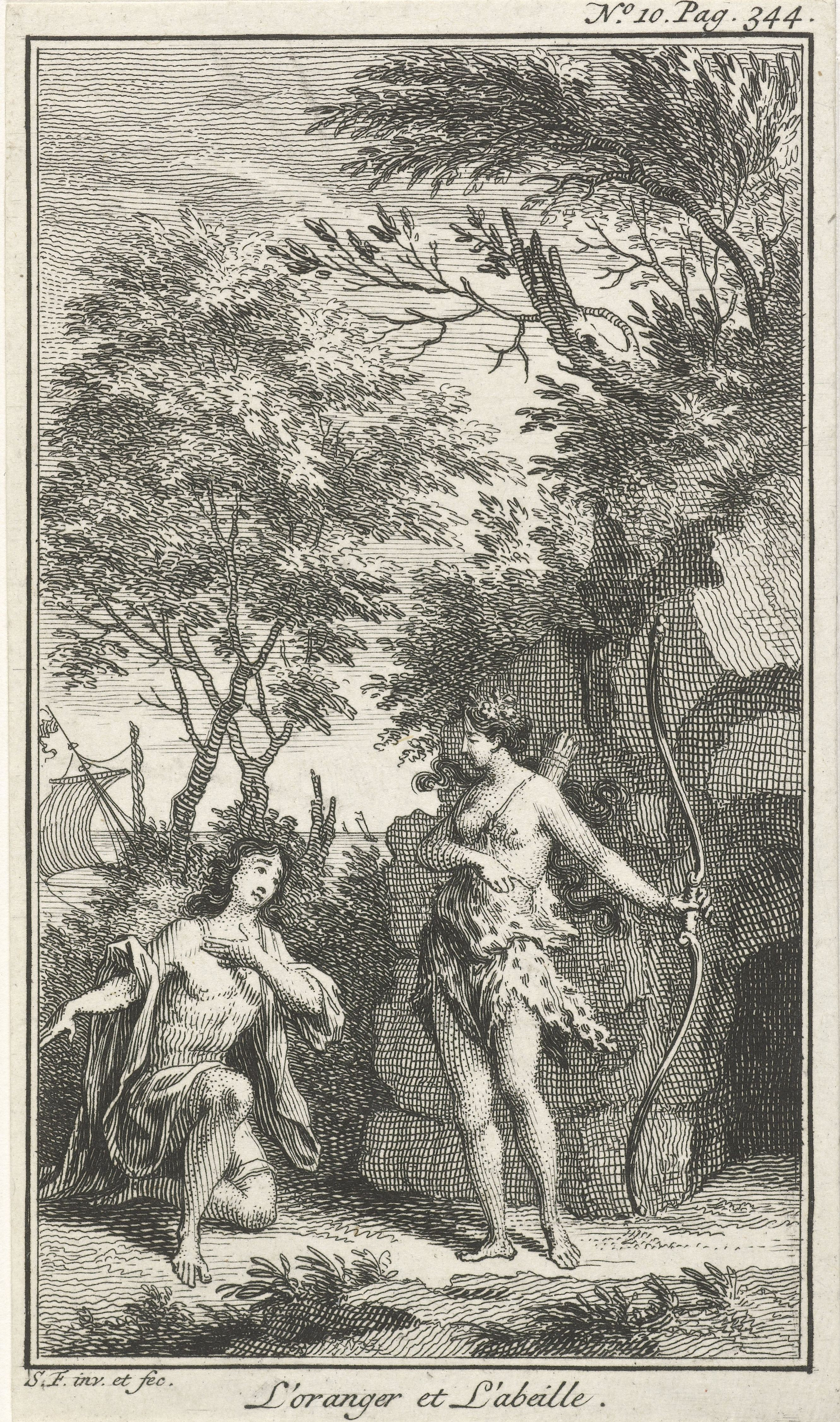

Der Orangenbaum und die Biene (L’Oranger et l’Abeille) ist ein französisches Märchen (AaTh 313) von Marie-Catherine d’Aulnoy. Karoline Stahl übersetzte wohl Der Pomeranzenbaum und die Biene.

## Handlung
Die kleine Prinzessin Amata, die von einem Sturm ins Meer geweht wird, strandet im Reich der Menschenfresser. Dort wird sie von einer Menschenfresserin aufgenommen, die sie verschont, weil sie so schön ist, um sie als künftige Frau für ihren Sohn großzuziehen. Als Amata eines Tages am Strand spazierengeht, wird auch der junge Prinz Amatus an Land gespült, den sie vor der Menschenfresserin und deren Gatten versteckt und zudem versorgt. Als sie sich aber einen Dorn eintritt, kann sie Amatus nicht mehr aufsuchen, also begibt sich dieser auf die Suche nach ihr und landet in der Höhle der Menschenfresser, wo er gefangen genommen wird. Die beiden wagen dann die Flucht, für deren Gelingen Amata ein Kamel bereitstellt und das Zauberstäbchen der Menschenfresserin entwendet, um damit, im Namen der Fee Trusio, eine Bohne zu verzaubern, sodass diese andauernd antwortet, wenn sie gefragt wird, solange, bis sie gar gekocht ist.
Die gescheite Bohne verhilft den beiden Verliebten zu einem großen Vorsprung, da sie, der im gemeinsamen Schlaflager wartenden Menschenfresserin, die glaubt mit Amata zu reden, lange geschickt antwortet, solange, bis sie gar ist. Danach jedoch wird das Verschwinden der beiden Königskinder bemerkt, woraufhin die Menschenfresserin ihren Gatten auf die Suche schickt, der mit seinen Siebenmeilenstiefeln die Flüchtenden schnell einholt. Amata jedoch, verwandelt mittels des Zauberstäbchens und im Namen der Fee Trusio das Kamel in einen Teich, den Prinzen in einen Nachen und sich selbst in eine alte Schifferin. Dem wütenden Gatten der Menschenfresserin weist sie dann eine falsche Richtung, danach wandelt sie, mit der Hilfe des Zauberstäbchens, wieder alles in seine Ursprungsform und sie schlagen einen anderen Weg ein.
Der Gatte der Menschenfresserin gibt seine Suche derweil auf und kehrt zu seiner Frau zurück, die ihn, nachdem er ihr von dem Erlebten berichtet hat, schilt, da er nicht dazu imstande war Amatas Zauber zu durchschauen. Rasend vor Wut nimmt dieser erneut die Verfolgung auf, aber als die Königskinder ihn sehen, verwandelt Amata, im Namen der Fee Trusio, den Prinzen in ein Gemälde, das Kamel in einen Pfeiler und sich selbst in einen Zwerg. Abermals wird der Verfolger in eine falsche Richtung geschickt und Amata wandelt mit dem Zauberstäbchen wieder alles zurück. Doch als der Gatte der Menschenfresserin zurück bei seiner Frau ist und berichtet, beschließt diese selbst nach den Flüchtigen zu suchen, die sie mit den Siebenmeilenstiefeln schnell einholt.
Amata verwandelt daraufhin, im Namen der Fee Trusio, das Kamel in eine Kiste, den Prinzen in einen schönen Orangenbaum, sich selbst aber in eine Biene und als sich die Menschenfresserin unter den Orangenbaum setzt, um sich auszuruhen, sticht sie diese immer wieder, sodass sie die Jagd aufgibt und heimkehrt. Unglücklicherweise kommen kurz darauf Fremde vorbei, die das entdeckte Zauberstäbchen mitnehmen. Orangenbaum und Biene müssen dadurch bleiben wie sie sind, später jedoch pflückt eine Prinzessin einen Zweig des Baums, woraufhin ein Schrei ertönt und Blut aus der Wunde strömt. Sogleich wird eine Feenversammlung abgehalten, zu der auch die Fee Trusio erscheint, die die Verliebten dann entzaubert, damit sie Hochzeit feiern können.

## Hintergrund
Das Märchen stammt aus Marie-Catherine d’Aulnoys Contes des fées (Band 1–4, Paris 1697/1698), das dem zweiten bis vierten Band des Werkes Cabinet des fées (Genf 1785) entspricht, wobei es in letzterem (Band 2, S. 304ff), das von Ernst Tegethoff übersetzt wurde, erheblich gekürzt ist. Im Deutschen erhielt es den Titel Der Orangenbaum und die Biene, die deutschsprachige Erstveröffentlichung erfolgte durch Friedrich Immanuel Bierlings Das Cabinett der Feen (Nürnberg 1762, 3. Theil, Nr. 19). Das von den Brüdern Grimm in der Erstauflage der Kinder- und Hausmärchen (1812) veröffentlichte und von Jeanette Hassenpflug erzählte Märchen Der Okerlo (KHM 70a) ist dem Märchen so ähnlich, dass sie es wieder aus ihrem Werk herausnahmen. Auch ist das Märchen Der Riesenwald aus dem 1801 anonym erschienenen Werk Feen-Märchen von dem Märchen Aulnoys beeinflusst. Ein weiteres ähnliches Märchen der Brüder Grimm ist Der Liebste Roland (KHM 56). Die Brüder Grimm erwähnen Aulnoy in ihrer Anmerkung zu Der Liebste Roland und zu De beiden Künigeskinner (KHM 113).
Der englischen Wikipedia zufolge bearbeitete James Planché das Märchen in „Fairy Extravaganza“ für die Bühne als The Bee and the Orange Tree, or The Four Wishes.